# Gustav Ferdinand Mehler

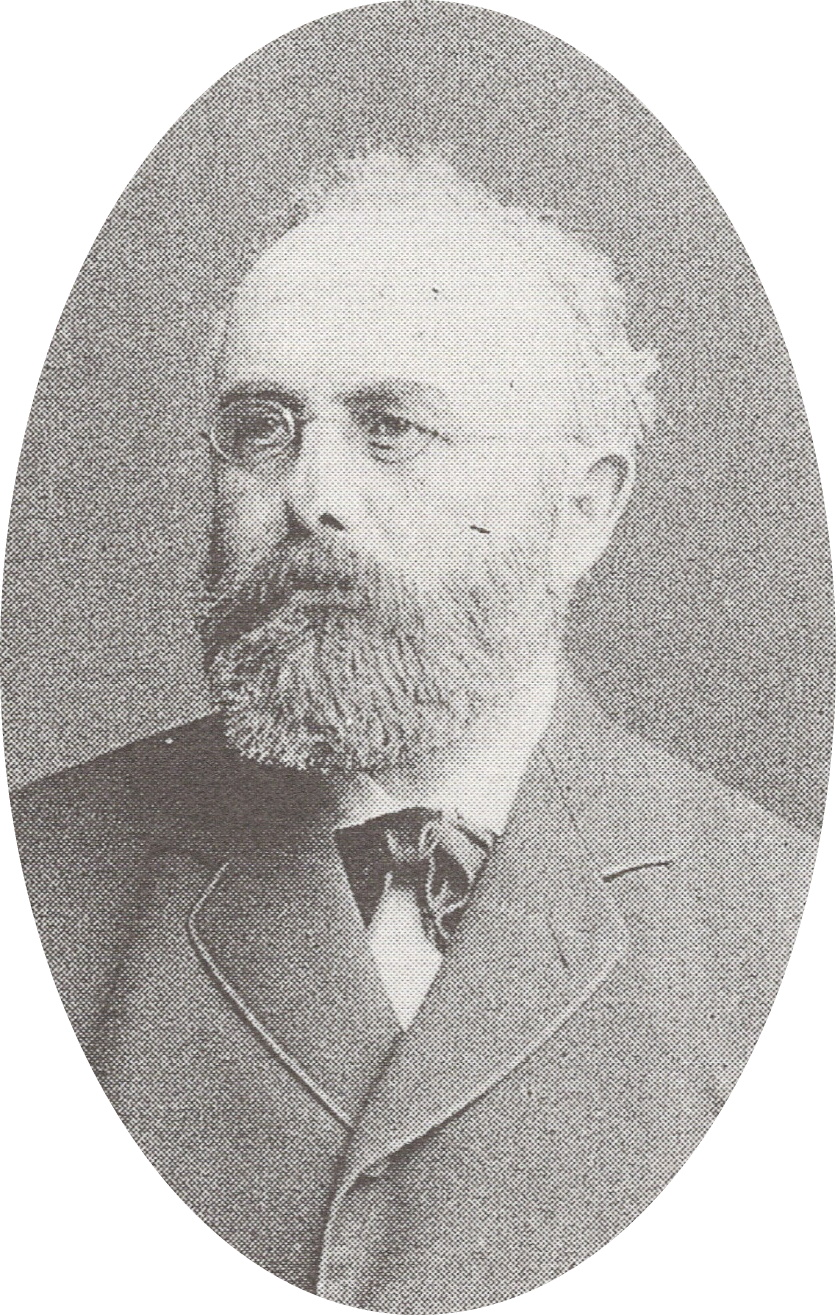
Gustav Ferdinand Mehler

Gustav Ferdinand Mehler (* 13. Dezember 1835 in Schönlanke; † 13. Juli 1895 in Elbing) war ein deutscher Mathematiker.
Mehler wurde als Sohn des Gerichtsdirektors in Schönlanke geboren, besuchte zunächst die dortige Realschule und dann, als sein Vater 1847 nach Bromberg versetzt wurde, das dortige Gymnasium, das er 1852 erfolgreich absolvierte.
Sein Studium setzte Mehler in Breslau und Berlin fort. Hier wurde er vor allem durch Peter Gustav Lejeune Dirichlet beeinflusst. Nach dem gut bestandenen Staatsexamen wurde er am 1. April 1858 Mitglied des mathematischen Seminars, das am Friedrich-Wilhelms-Gymnasium in Berlin bestand und von Karl Heinrich Schellbach geleitet wurde.
Nachdem Mehler einige Hilfslehrer an verschiedenen höheren Schulen gewesen war, wurde er zu Ostern 1859 endgültig am Gymnasium zu Fraustadt angestellt. 1863 ging an die Realschule St. Johann in Danzig, um dann 1868 nach Elbing überzusiedeln, wo er bis zu seinem Tod wirkte.
1868 wurde Mehler die seltene Auszeichnung zuteil, dass ihn die Breslauer philosophische Fakultät honoris causa zum Doctor philosophiae promovierte und zwar, wie es im Diplom heißt: "cum de gymnasiorum juventute ad matheseos cognitionem formanda et excolenda tum vero de litteris mathematicis augendis promovendisque praeclaro merito".
Die Arbeiten Mehlers erstreckten sich nach zwei Seiten: erstens dienten sie den Zwecken des Unterrichts und zweitens waren sie rein wissenschaftlicher Natur.
Erstmals erschien 1859 sein Lehrbuch Hauptsätze der Elementar-Mathematik, das er auf Anregung Schellbachs verfasste und das in vielen Auflagen erschienen ist.
In seinen wissenschaftlichen Arbeiten zeigt sich Mehler als Schüler Dirichlets. Seine Hauptbetätigungsfelder waren die Theorie der bestimmten Integrale mit ihren Anwendungen auf die Potentialtheorie, die Darstellung allgemeiner Funktionen mit Hilfe gewisser Elementarfunktionen und damit zusammenhängende Probleme der Elektrizitätslehre.
Von besonderer Bedeutung waren seine Arbeiten zur Elektrizitätsverteilung. Hier führt Mehler eine neue Art von Funktionen, die Kegelfunktionen, ein, da er zu ihnen durch das Problem der Elektrizitätsverteilung auf einer in ihrem Scheitel endenden Halbkegelfläche gelangt. er untersuchte diese Funktionen nach den verschiedensten Richtungen hin, insbesondere auch ihre Verwandtschaft mit den Kugelfunktionen.
Mehler war nicht verheiratet, sondern lebte mit seinen beiden Schwestern in einem Haushalt. Er gilt als bescheidener und gründlicher Wissenschaftler.